# José de Garro
Marcos José de Garro Senei de Artola, soprannominato "Il Santo" (El Santo) (Mondragón, 1623 – San Sebastián, 1702), è stato un generale spagnolo che ha ricoperto numerosi incarichi all'interno dell'amministrazione coloniale dell'impero spagnolo.
Fu governatore di Tucumán nel periodo 1675-1678, governatore di Buenos Aires nel 1678-1682 e Governatore Reale del Cile nel 1682-1692. In Spagna fu comandante militare della guarnigione di Gibilterra e capitano generale dei Paesi Baschi, carica che mantenne fino alla morte avvenuta nel 1702. Nelle colonie era conosciuto col soprannome di "El Santo" per la sua pietà religiosa. È conosciuto soprattutto per l'attacco portato con successo all'insediamento portoghese di Colonia del Sacramento, terminato con la prima conquista spagnola della città.

## Inizio della carriera militare
Da giovane Garro si arruolò nell'esercito spagnolo partecipando alle campagne in Catalogna e Portogallo, fino a raggiungere il grado di colonnello (maestre de campo) di un tercio. La sua carriera in Spagna subì un inconveniente: secondo lo storico Diego Barros Arana, "a causa di un violento alterco con un generale Grande di Spagna, Garro fu sottoposto alla vendetta di un nemico potente. Preferendo vivere lontano da Corte, chiese di poter andare nelle Indie Orientali ottenendo il governatorato della provincia di Tucumán".

## In Argentina
Per quattro anni, dal 1675 al 1678, Garro fu governatore dell'isolata provincia di Tucumán, dipendente dalla Audiencia Reale di Charcas e parte del Vicereame del Perù. Durante il suo mandato organizzò tre spedizioni punitive a Chaco, senza grandi effetti se non la costruzione di forte El Pongo nella parte orientale di Jujuy per proteggere la città. Dopo questo, Garro fu promosso diventando governatore di Buenos Aires, una provincia del Governatorato del Río de la Plata.

### Espulsione dei portoghesi dall'Uruguay
Nel 1680 Garro intraprese l'espulsione dei portoghesi da Colonia del Sacramento, fondata nel 1679-1680 nell'odierno Uruguay da Manuel de Lobo, governatore di Rio de Janeiro. Durante questa campagna Garro sorprese una guarnigione portoghese con una milizia di 3000 indiani Guaraní provenienti dalle riduzioni gesuite. La città fu conquistata dopo una battaglia in cui 100 dei 1000 portoghesi presenti furono uccisi. Gli spagnoli catturarono le truppe nemiche e gli abitanti locali, compreso lo stesso Lobo, che fu in seguito consegnato al Cile. La conquista di Colonia del Sacramento, fatta senza permesso, fu contestata dal re di Spagna, e l'insediamento tornò in mano portoghese l'anno seguente, il 1681, in seguito ad un trattato provvisorio stipulato in attesa di nuove negoziazioni e della stesura di un confine ufficiale, il tutto concluso dal trattato di Utrecht del 1713.

## Governatore del Cile

Garro fu Governatore Reale del Cile nel 1682-1692. Come governatore, Garro non poté lanciare le grandi campagne contro i Mapuche che desiderava, dato che il progetto era stato respinto dal re. Dopo i primi fallimenti spagnoli, Garro propose al viceré del Perù, al duca di La Plata ed al re che i capi e gli anziani Mapuche fossero invitati ad una conferenza, per poi imprigionarli pacificando l'Regione dell'Araucanía senza spargimenti di sangue. Nel 1686 re Carlo II di Spagna respinse la proposta definendola ingannevole. Non riuscì neanche a dedicare troppo tempo alle frequenti dispute legali che nascevano con i magistrati della Audiencia Reale del Cile, né alla promozione della vita monastica cui era devoto. Nonostante tutto, Garro era noto per la sua leadership morale che gli fece meritare il soprannome di "El Santo", soprattutto grazie all'esilio dei due giudici della audencia, Sancho Garcia Salazar e Juan de la Cueva y Lugo, per condotta peccaminosaa. Il tempo di Garro era invece occupato dalla lotta alle razzie dei corsari, che avvenivano sempre più spesso.

### Corsari
Garro diminuì la popolazione dell'Isla Mocha, con l'obbiettivo di togliere risorse ai pirati che razziavano la costa del Pacifico. Tra i più famosi corsari del tempo che devastavano la zona si ricordano gli inglesi Edward Davis e Charles Swan nel 1684, l'inglese William Knight nel 1686 ed il francese Jean Strong nel 1690. Grazie allo spopolamento di Isla Mocha, l'uomo incaricato del progetto, Jerónimo de Quiroga, osservò che gli indigeni locali "attraversarono in cesti di alghe un golfo di 12 leghe senza perdere nulla". Nello stesso periodo Garro decise la costruzione del Castillo San José di Valparaíso, prima fortificazione della città portuale. Egli organizzò anche la novena e atti di devozione pregando perché i pericoli fossero evitati.

## Ritorno in Spagna
Le azioni di Garro in America erano ben viste a Corte, e gli fu quindi assegnato il comando di Gibilterra. Mentre si trovava qui, nel 1691, fu multato di 4000 maravedí per aver fallito nel rispetto dell'ordine di riforestazione della vicine colline. In seguito divenne anche capitano generale dei Paesi Baschi.
Garro morì a San Sebastián, Gipuzkoa, nel 1702.